# میکائلا روف
میکائلا روف (انگلیسی: Mikaela Ruef؛ زادهٔ ۲۰ اکتبر ۱۹۹۰) بازیکن بسکتبال اهل ایالات متحده آمریکا است.